# Monika Drożyńska

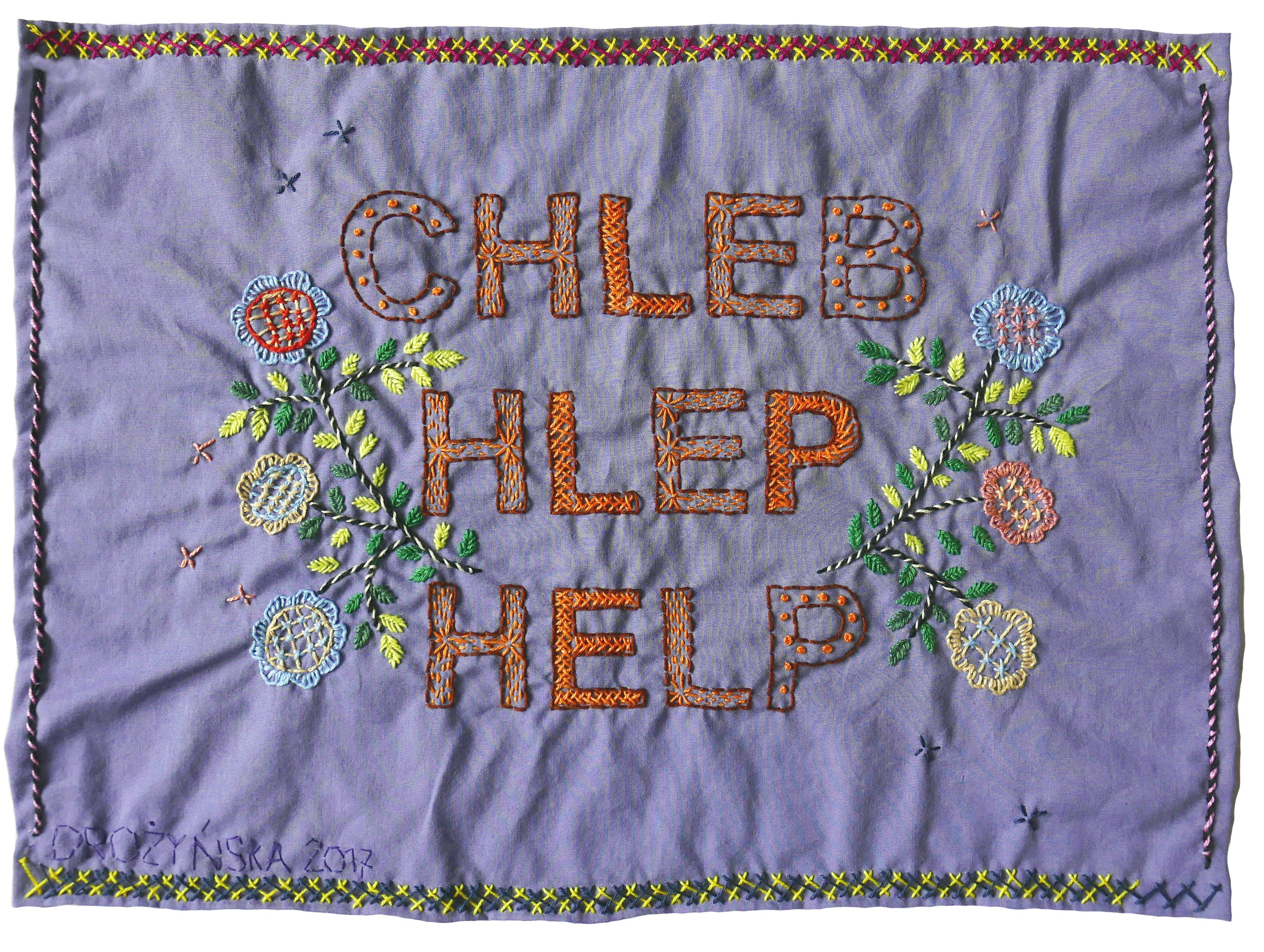
Monika Drożyńska, Hlep, 2017.

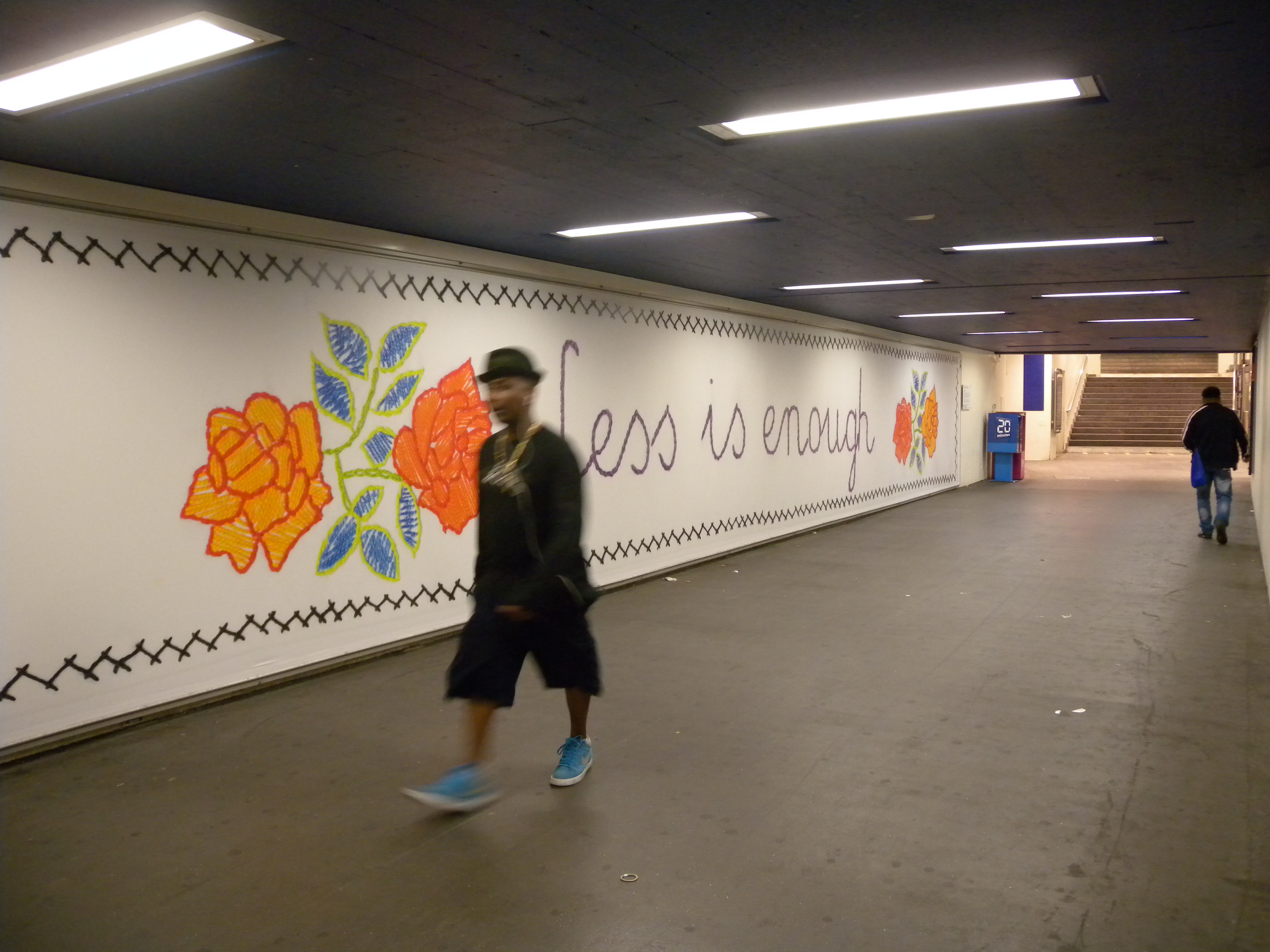
Monika Drożyńska, Less is enough, 2012.

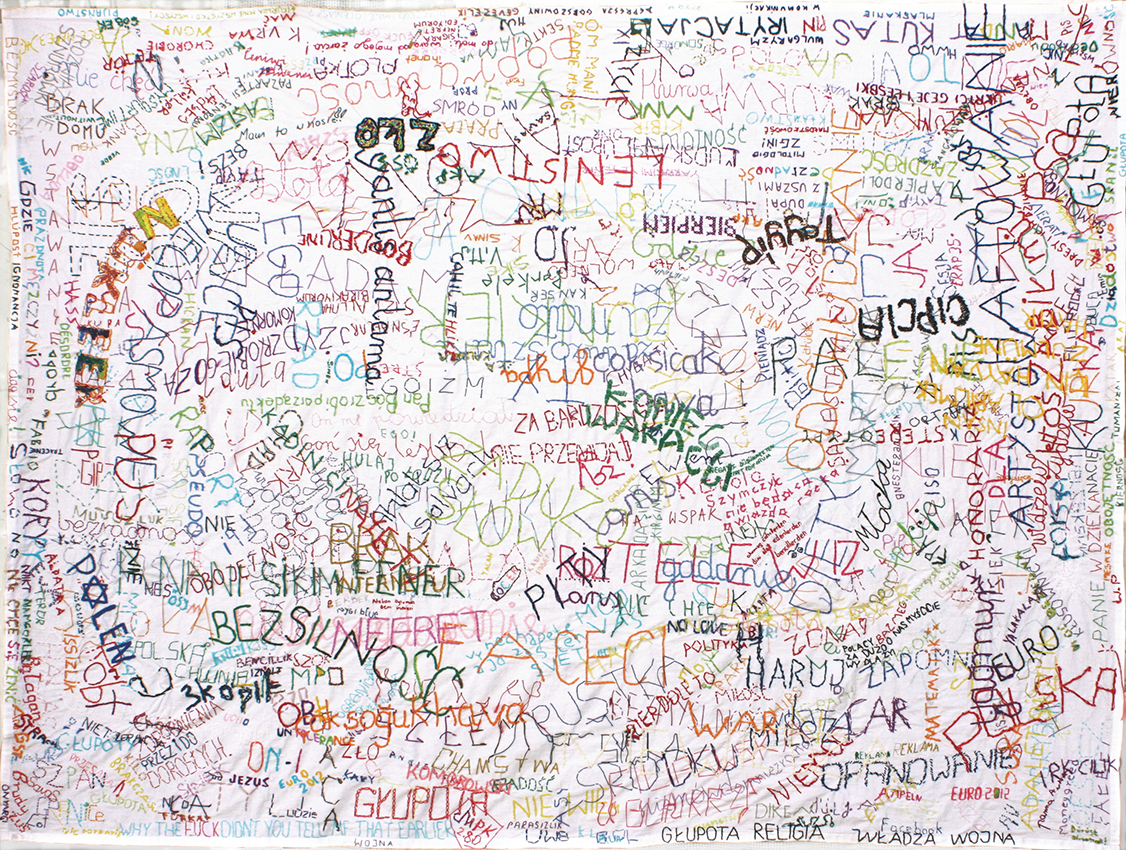
Monika Drożyńska, Stitch Yourself.

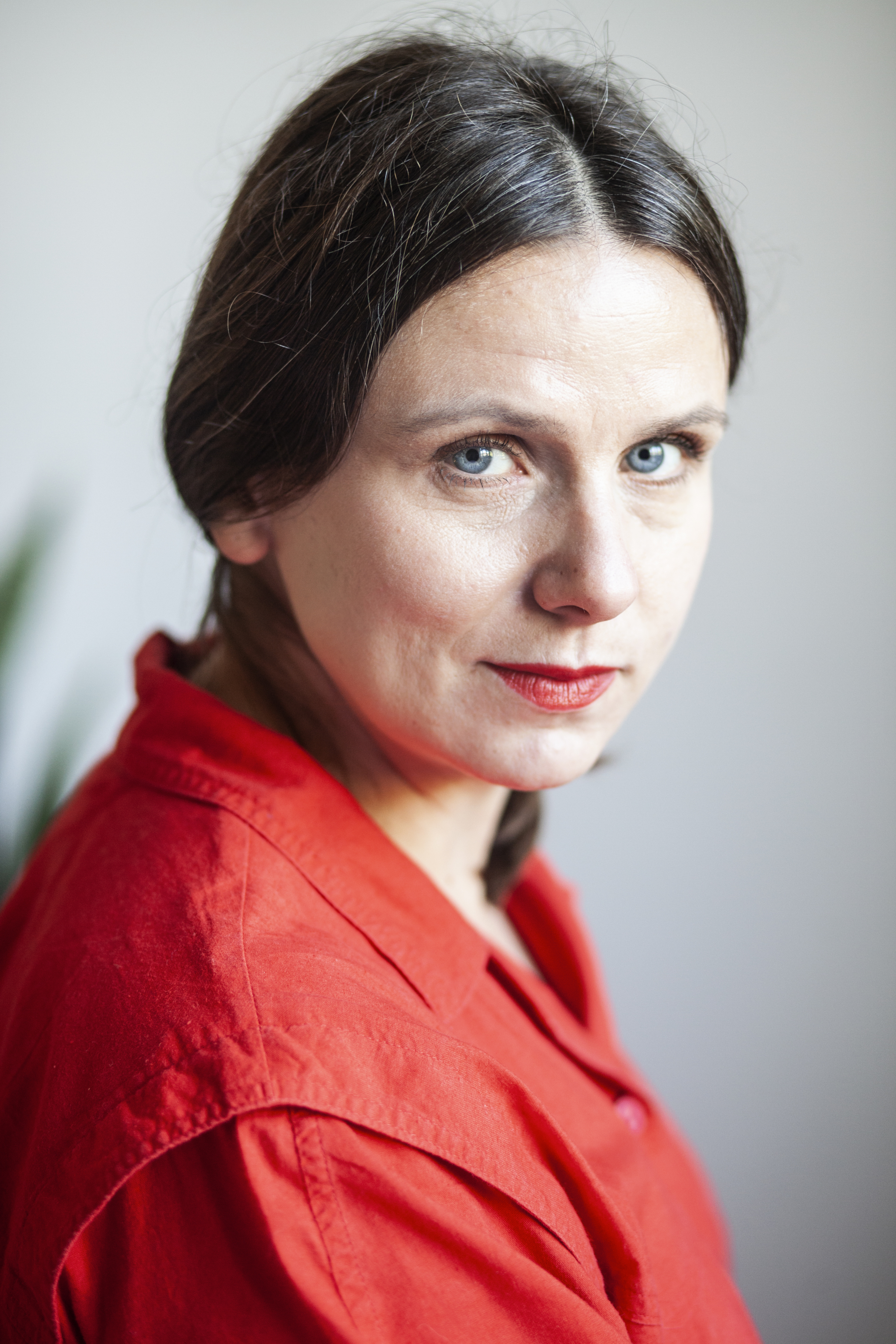
Monika Drożyńska, 2008.

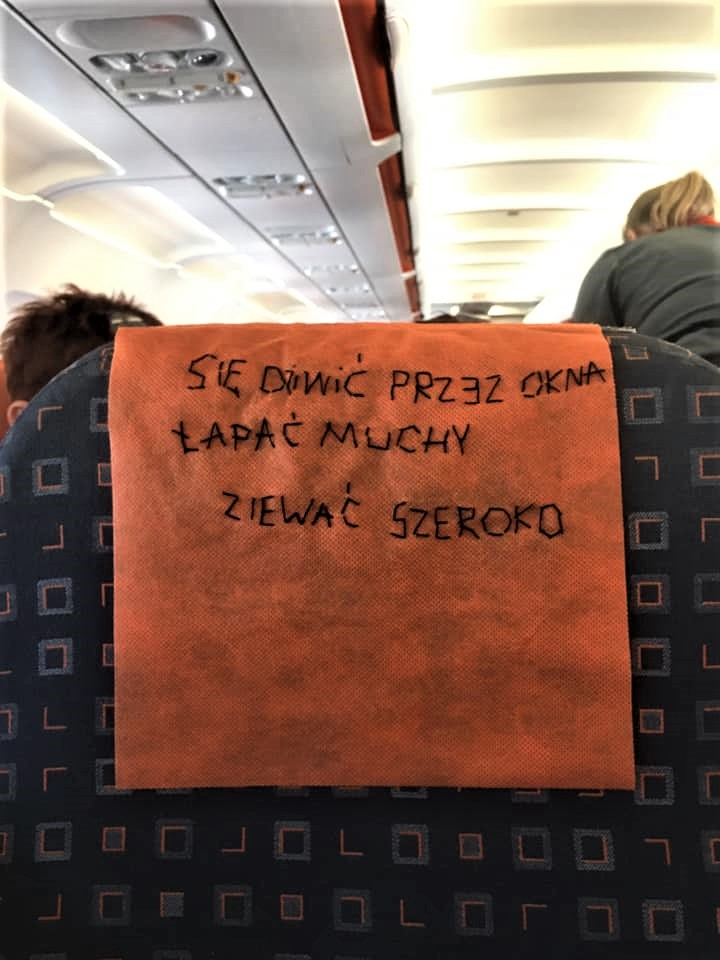
Monika Drożyńska, Ginczanka (haft edukacyjny), 2019.

Monika Drożyńska (ur. 1979 w Nowym Sączu) – artystka sztuk wizualnych, aktywistka.
Laureatka Paszportu „Polityki” w 2024 w kategorii Sztuki wizualne.

## Życiorys
Wychowała się w Gorlicach. Mieszka w Krakowie. Absolwentka Wydziału Grafiki Akademii Sztuk Pięknych w Krakowie (2004). Dyplom pt. „Blok” zrealizowała w pracowni prof. Zbigniewa Łagockiego i dr Marii Luizy Pyrlik. Od 2018  doktorantka prof. ASP Iwony Demko.
Projektantka ubrań, założycielka (wraz z Mają Kuczmińską) pierwszego polskiego konceptstoru (2004–2010). Projekty Punkt-u były realizowane z zasadą zero waste i upcycling (2005).
Prekursorka technik hafciarskich oraz tkaniny w przestrzenni publicznej. Prowadzi „haft edukacyjny” w środkach lokomocji, mający na celu upowszechnienie czytelnictwa.
Inicjatorka powstania Kolektywu Złote Rączki, który prowadził „haft okupacyjny”, czyli haftowanie transparentów podczas manifestacji. Współzałożycielka (wraz z Agatą Biskup) Towarzystwa Osób Kibicujących Galerii Bunkier Sztuki, którego misją było zachowanie suwerenności krakowskiej galerii.
Jej prace mają wymowę polityczno-społeczną. Haftowanie uważa za działalność polityczną. Autorka „haftu miejskiego” w ramach którego pokazała haft „Zimo wypierdalaj” na bilbordach w całej Polsce. Projekt wywalał społeczną dyskusje, w której głos zabrał Minister Kultury i Dziedzictwa Narodowego Bogdan Zdrojewski.
Opera Narodowa Teatr Wielki w Warszawie ocenzurował jej prace, zrealizowane w ramach opery „Halka” Natalii Korczakowskiej.
Wprowadziła technikę haftu ręcznego na tkaninie do teatru, realizując wydarzenie „Flaga nr 5". Spektakl stał się warsztatem hafciarskim. Realizacja ta była zwycięskim projektem (jednym z dwóch, wybranych spośród 156) II edycji programu „Placówka”, zorganizowanego przez Instytut Teatralny im. Zbigniewa Raszewskiego w Warszawie. Profesor Dariusz Kosiński (Katedra Performatyki Wydziału Polonistyki Uniwersytetu Jagiellońskiego) twierdzi, że tym projektem Drożyńska doprowadziła „niemal do rozkładu konwencji teatralnych, do zerwania wszystkich oczekiwań związanych z <<dawaniem przedstawienia>>, ale też z performansem i sztuką uczestniczącą”. Dr Monika Kwaśniewska (Katedra Teatru i Dramatu Uniwersytetu Jagiellońskiego) w swoim tekście o „Fladze nr 5" napisała:
Drożyńska brała udział w wielu wystawach w Polsce i za granicą. Współpracowała z Galerią Biuro Wystaw/Fundacją Polskiej Sztuki Nowoczesnej. Jest założycielką Szkoły haftu dla pań i panów Złote rączki.

## Wybrane wystawy
- Secondary Archive, Manifesta 14, Prisztina, Kosowo (2022)[29]
- Uwaga! Zły pies, Muzeum Współczesne Wrocław, (2022)[30]
- UAPLGB / ĄĘŻĆĘŻĄŁ jako część cyklu Suplement, Muzeum Emigracji w Gdańsku (2022)[31]
- Trzymaj język przed zębami, Shefter Gallery, Kraków (2022)[32]
- Dużo dobre/ Дуже добре, Galeria Foksal (2021)[33]
- What’s the Matter, Sotheby Tel Aviv, Izrael (2020)
- Polska gościnność, Muzeum Współczesne we Wrocławiu (2020)[34]
- Co dwie sztuki to nie jedna, Zachęta Narodowa Galeria Sztuki (2010)[35]
- Wszystko widzę jako sztukę. Wystawa dla dzieci, Arsenał w Białymstoku (2019)[36]
- Artyści z Krakowa. Generacja 1970–1979, MOCAK (2019)[37]
- Too Soon Too Late, Bozar(inne języki), Bruksela, Belgia (2018)[38]
- Dreams&Dramas. Law as literature, neue Gesellschaft für bildende Kunst (nGbK), Berlin, Niemcy (2017)[39]
- Późna polskość. Formy narodowej tożsamości po 1989 roku, Centrum Sztuki Współczesnej Zamek Ujazdowski (2017)[40]
- KWAS 2, Centrum Sztuki Współczesnej Łaźnia Gdańsk (2017)[41]
- Rewolucja mi się śni, Galeria Manhattan, Łódź (2016)[42]
- Dzień jest za krótki (kilka opowieści autobiograficznych), Muzeum Współczesne we Wrocławiu (2013)[43]
- Po słowie, Galeria Bunkier Sztuki w Krakowie (2011)[44]
- Letni nieletni. Młodzież w sztuce współczesnej, Zachęta Narodowa Galeria Sztuki (2010)[45]
- Museums Quartier, Wiedeń, Austria (2008)

W 2019 Monika Drożyńska zrezygnowała z udziału w wystawie Natura w sztuce w Muzeum Sztuki Współczesnej w Krakowie MOCAK, w akcie protestu wobec samorządowych planów likwidacji Bunkra Sztuki oraz wchłonięcia go przez MOCAK, a także objęcia władzy w Bunkrze Sztuki przez Maszę Potocką (dyrektorkę MOCAK-u). Decyzję o powołaniu Potockiej na stanowisko dyrektorki Bunkra Sztuki określiła jako „wyłącznie z politycznego rozdania” oraz „zagrażającą pluralizmowi i różnorodności” instytucji sztuki.

## Prace w kolekcjach
- Galeria Bunkier Sztuki (Pomnik, 2009, instalacja dźwiękowa, 0’08")[47]
- MOCAK
- The Doron Sebbag Art Collection[48]
- Imango Mundi Luciano Benetton Collectio
- National Museum, Kijów
- Lentos Kunstmuseum Linz, Austria

## Nagrody
- Laureatka Paszportu „Polityki” (2024) w kategorii Sztuki wizualne[4][5]
- Grand Prix Prezydenta Wrocławia Triennale Rysunku Wrocław (2019)[49]
- Nominacja do Paszportów Polityki (2013)[50]
- Nominacja do Kulturysty Roku, Trójka, Radiowy Dom Kultury (2011)[51]
- Nominowana do finału Young International Fashion Entrepreneur British Council (2008)[52]
- Wyróżnienie w Międzynarodowych Biennalach Architektury, Kraków, konkurs fotograficzny (2002)[53]

## Stypendia i rezydencje
- Residency Unlimited, Nowy Jork, USA (2022)[54]
- Sigrids Stue, Aarhus, Dania (2016)
- Visegrad Artist Residency Program (2012)[55]
- Stypendystka Ministerstwa Kultury i Dziedzictwa Narodowego (2010)

## Publikacje
- Polityka liter. Język jako źródło wyzwolenia, Galeria Foksal (2022), artbook
- Podobno Słońce Wybuchnie, BWA Olsztyn, Biuro wystaw/Fundacja Polskiej Sztuki Nowoczesnej (2017)[56]
- Modny drobiazg, Fundacja Polskiej Sztuki Nowoczesnej (2017)[57]
- Plan, K.A.I.R Visegrad Artist Residency Program, Kosice, Słowacja (2012)
- Po słowie, Bunkier Sztuki Kraków (2011)[58]